# Mariyam Shakeela
Mariyam Shakeela   (segle XX) és una metgessa, empresària i exministra de Salut i Família del Govern de les Maldives i ministra de Medi Ambient i Energia.

## Biografia
Mariyam Shakeela va ser nomenada Ministra de Medi Ambient i Energia el maig de 2012 pel president Mohamed Waheed Hassan.
Va entrar en una disputa diplomàtica menor amb el ministre d'Afers Exteriors canadenc, John Baird, després de fer-li una fotografia reunint-se amb dissidents maldivians a l'exterior del Grup d'Acció Ministerial de la Commonwealth a Nova York quan era Ministra d'Afers Exteriors de les Maldives el 2013. Ella li va acusar de ser parcial contra les Maldives.
Després d'això, va ser nomenada Ministra de Salut i Família el novembre de 2013. Durant el temps que va ocupar el càrrec de ministra de Salut, hi va haver una sèrie d'escàndols que incloïen la mort d'un soldat a un hospital, la transfusió de sang amb VIH i la interrupció d'una cesària. Els escàndols van provocar la seva dimissió. Va ser destituïda del càrrec. Va dir que el motiu de la retirada del ministeri era una conspiració de persones implicades en la corrupció al sector sanitari de les Maldives. També va informar que havia rebut múltiples amenaces de mort.
Ella és accionista del grup d'empreses SIMDI i la seva consellera delegada. Va escriure un llibre de poesia anomenat Hope Beyond Shadows of Pain.